# Министерство культуры и туризма Эфиопии
Министерство культуры и туризма Эфиопии отвечает за разработку и продвижение туристических продуктов Эфиопии как внутри страны, так и на международном уровне. При этом министерство тесно сотрудничает с различными национальными и международными партнерами.
Оно также способствует развитию туристической инфраструктуры. Кроме того, выдает лицензии и контролирует заведения туристических объектов, таких как отели и туроператоры, и устанавливает стандарты для них.
Эфиопия является благословенной страной с богатыми природными достопримечательностями, в том числе 8 объектами Всемирного наследия.